# Yanette Delétang-Tardif
Pour les articles homonymes, voir Delétang et Tardif.
Yanette Delétang-Tardif (née Anne-Marie-Paule Delétang à Roubaix le 18 juin 1902 et morte à Paris 7e le 4 novembre 1976) est une poétesse et peintre française.

## Biographie
Yanette Delétang naît le 18 juin 1902 à Roubaix ; fille de Maurice Delétang, industriel, et de Marie Troupeau. Épouse de Raymond Tardif, elle en eut un fils Jean-Loup ; elle perd son époux.
Elle publie son premier recueil, Éclats, en 1929 et apporte son concours à plusieurs revues où on l'accueille parmi les poètes confirmés.
En 1928, elle expose au Salon d'automne la toile Terrasse à Neuilly.
Peu portée vers le surréalisme, elle rejoindra les Amis de Rochefort dès la création de l'École par Jean Bouhier en 1941. En dehors de cette pléiade d'auteurs dont elle s'est sentie proche, tout en défendant des conceptions personnelles de la poésie qui parfois l'en éloignaient — par exemple en ne rejetant pas Mallarmé —, Yanette Delétang-Tardif nourrissait également de l'admiration pour les Romantiques allemands et le Nerval des Chimères. En 1942 elle reçoit le prix Stéphane Mallarmé pour l'ensemble de son œuvre. Elle publie en 1945 un roman qui met en scène un homme recevant des lettres d'une inconnue, Les Séquestrés. En 1950, elle reçoit le prix Renée-Vivien de la Société des gens de lettres pour son recueil intitulé Sept chants royaux.
Jean de Bosschère et Jean Cocteau (celui-ci en 1943 sous le titre Madame Delétang-Tardif) firent son portrait. Elle figure également sur un aquarelle réalisée par le peintre Serge Ivanoff en 1942 et intitulée Portrait de poètes.

## Décorations
- Chevalier de la Légion d'honneur (1952)[6]
- Chevalier de l'ordre des Arts et des Lettres (1957)[7]

## Œuvres
- Éclats (Aristide Quillet, 1929)
- Générer (Aristide Quillet, 1930)
- Vol d'oiseaux (Aristide Quillet, 1931)
- Confidences des îles (Corréa, 1934)
- Briser n'est rien (Sagesse, 1934)
- La Colline (Debresse, 1935)
- Morte en songe (Sagesse, 1938)
- Pressentiment de la rose (Cahiers de Rochefort, 1941)
- Poèmes du vitrier (Poètes, 1941)
- Tenter de vivre (Denoël, 1943) - Prix Mallarmé
- Sept chants royaux (Éditions du Rond-Point, 1945)
- Les Séquestrés (La Table ronde, 1945 ; réédition L'Arbre vengeur, 2017, préface Mathieu Terence)
- La nuit des temps (Seghers, 1951)
- Les emblèmes (Subervie, 1957)
- Almanach (C.E.L.F. Malines, 1958)
- Les éléments perdus (Subervie, 1963)
- Traductrice de Gœthe -en collaboration avec Maurice Betz-[8] ; des contes de Grimm[9] et de Goya, gravures et lithographies de Enrique Lafuente Ferrari[10]